# Внуково (станция)
Вну́ково — станция Киевского направления Московской железной дороги в городе Москве. Входит в Московско-Смоленский центр организации работы железнодорожных станций ДЦС-3 Московской дирекции управления движением. По характеру основной работы является промежуточной, по объёму выполняемой работы отнесена к 3-му классу. Станция открыта в 1899 году.
Первая станция на данном направлении на территории Новой Москвы, расположена в поселении Внуковское Новомосковского административного округа примерно в 23 километрах к юго-западу от Киевского вокзала. Ранее это расстояние электрички проходили за 30-35 минут. После запуска движения по линии МЦД-4 станция обслуживает только поезда МЦД-4.
К югу находится 1-й Рабочий Посёлок, памятник В. И. Ленину, остановка автобусов в сторону аэропорта Внуково и далее по Внуковскому шоссе посёлки Внуково и Абабурово, деревня Изварино. В полукилометре к северу — Минское шоссе с остановкой автобусов и город Одинцово.
Станция представляет собой железнодорожный узел, на котором осуществляется формирование грузовых составов. До электрификации линии являлась конечной станцией для некоторых маршрутов пригородных поездов.
На станции 5 путей, посередине которых находится единственная пассажирская платформа. До начала реконструкции платформа была без навеса, с кассой и залом ожидания, соединённая с городом лишь настилом через пути.
К западу находится автомобильная эстакада через пути Киевского направления и ветка к подъездным путям Южной Промзоны г. Одинцово, первоначально представлявшая собой соединительную линию (без пассажирского сообщения) с Белорусским направлением МЖД. Остатки насыпи для железнодорожного полотна конечной части этой линии сохранились к западу от платформы Отрадное.
В станционном здании располагается диспетчерская служба.

## Реконструкция
С марта 2019 года на станции началась реконструкция для её будущего включения в состав линии МЦД-4. Работы проводились без остановки движения поездов, для пассажиров была возведена временная деревянная платформа. Для пассажиров после реконструкции новый остановочный пункт был открыт 22 апреля 2021 года. В результате реконструкции возведена новая островная платформа с навесом на всю длину. На платформе установлены скамейки и электронные информационные табло. Для доступа на платформу построен пешеходный мост-конкорс над железнодорожными путями, оснащённый лифтами и эскалаторами. В конкорсе расположены кассы и турникеты.

## Наземный общественный транспорт

### Городской
На этой станции можно пересесть на следующие маршруты городского пассажирского транспорта:
- Автобусы: 870

### Областной
- Автобусы: 1042, 1043

## Галерея

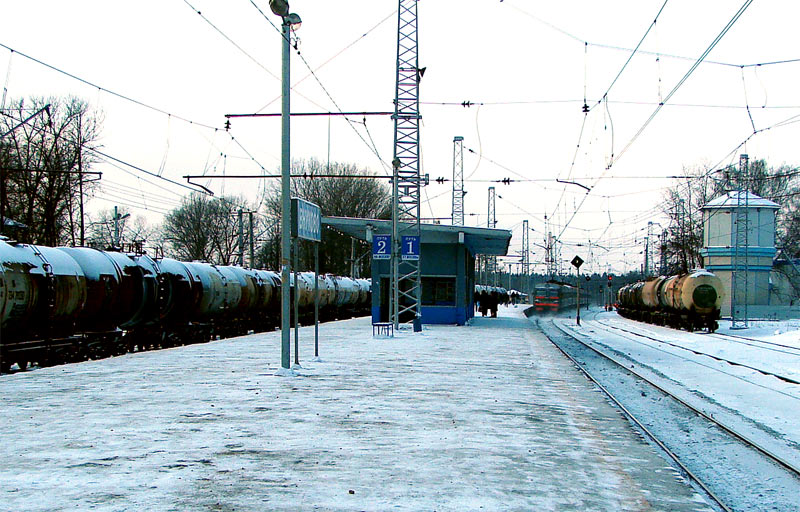
Пассажирская платформа станции до реконструкции
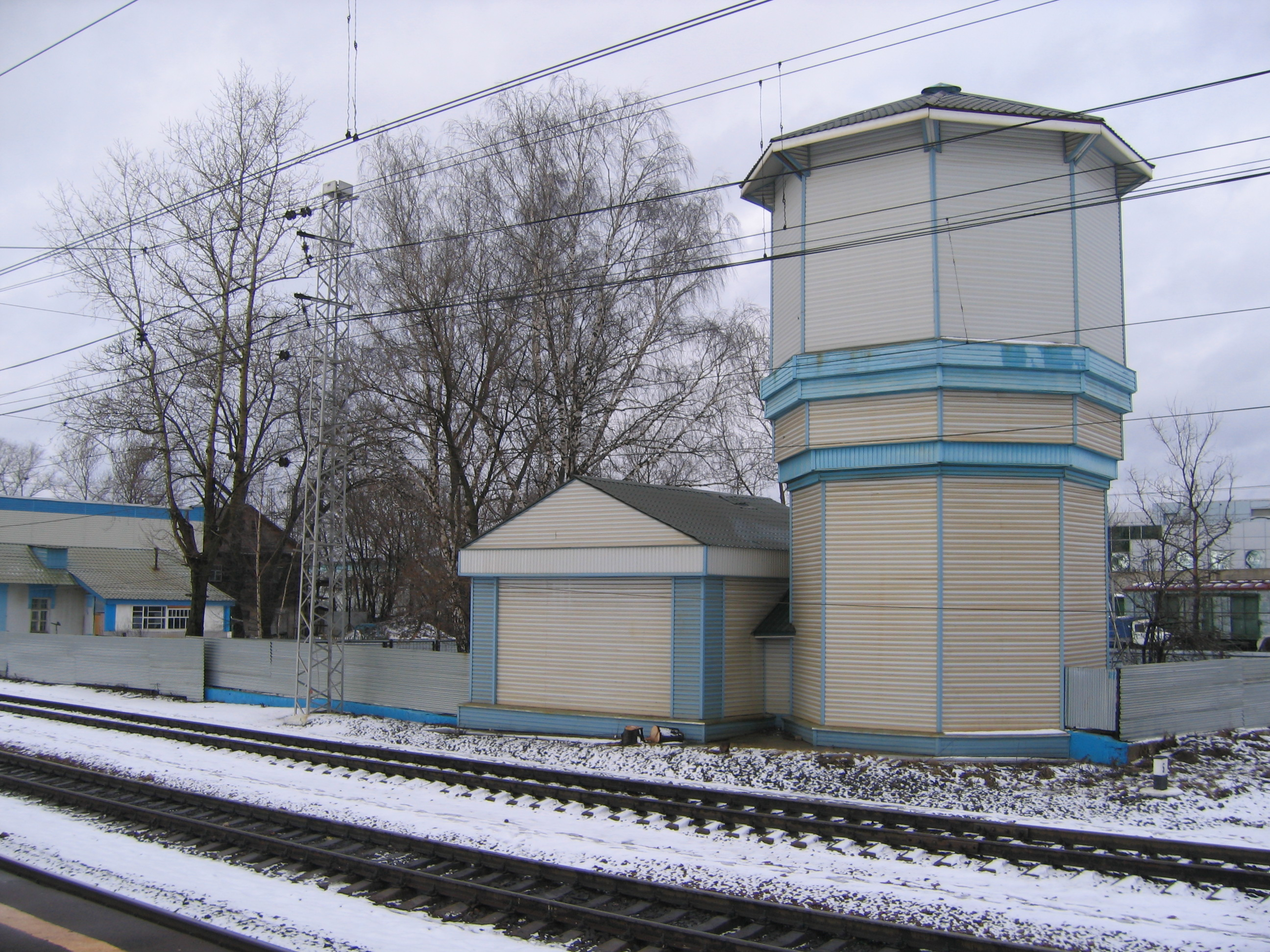
Водонапорная башня на станции
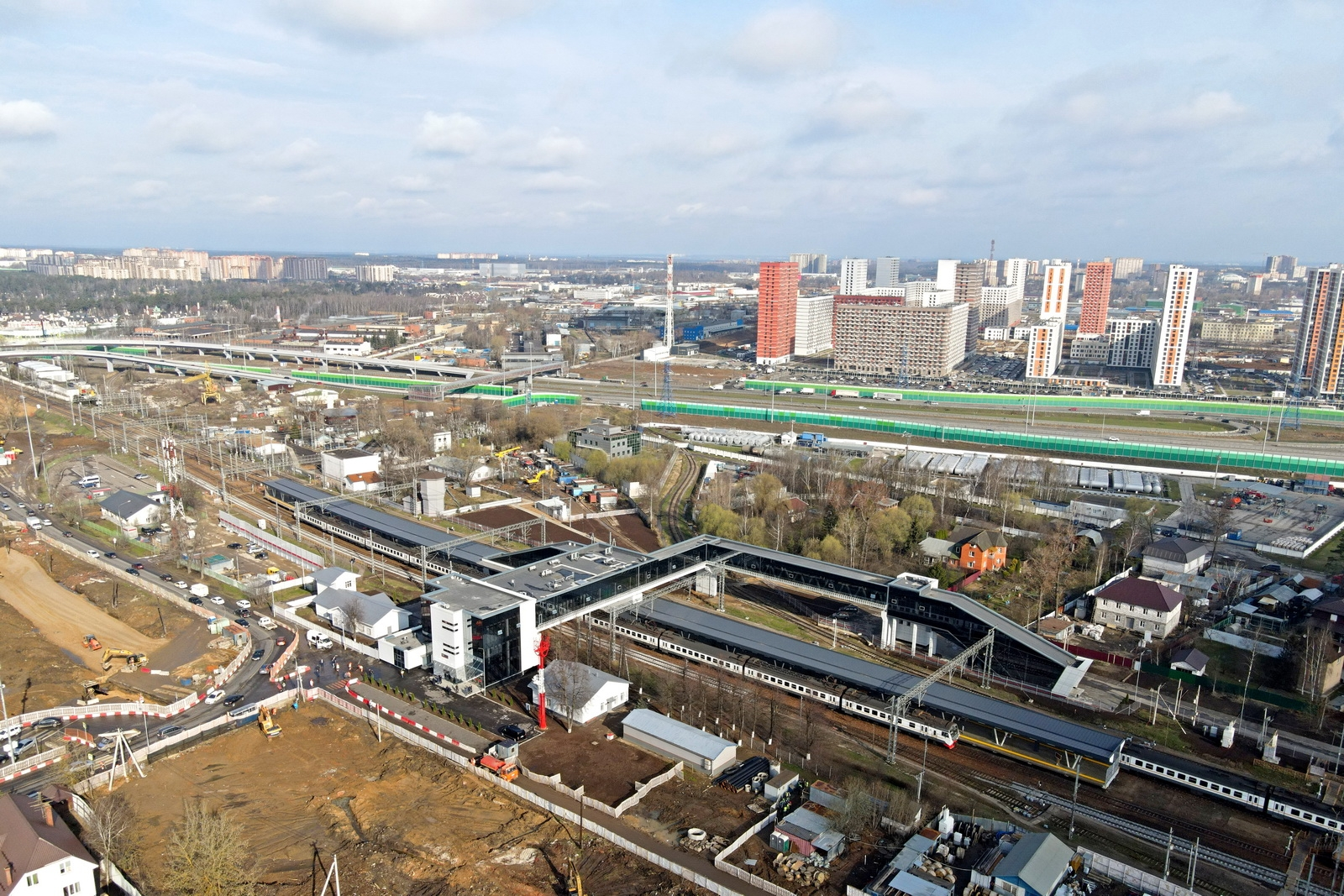
Вид на станцию, платформу и конкорс
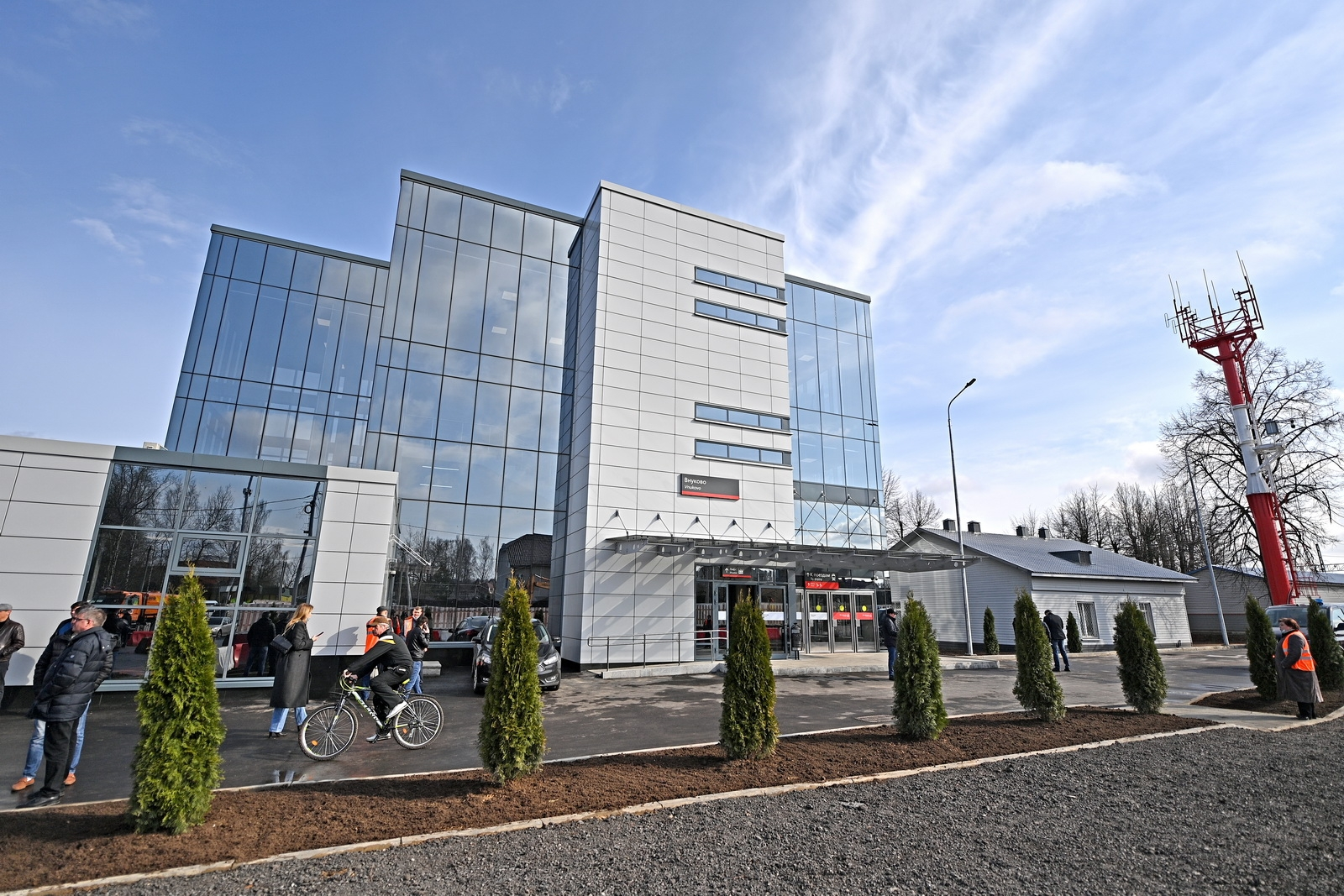
Вход в конкорс
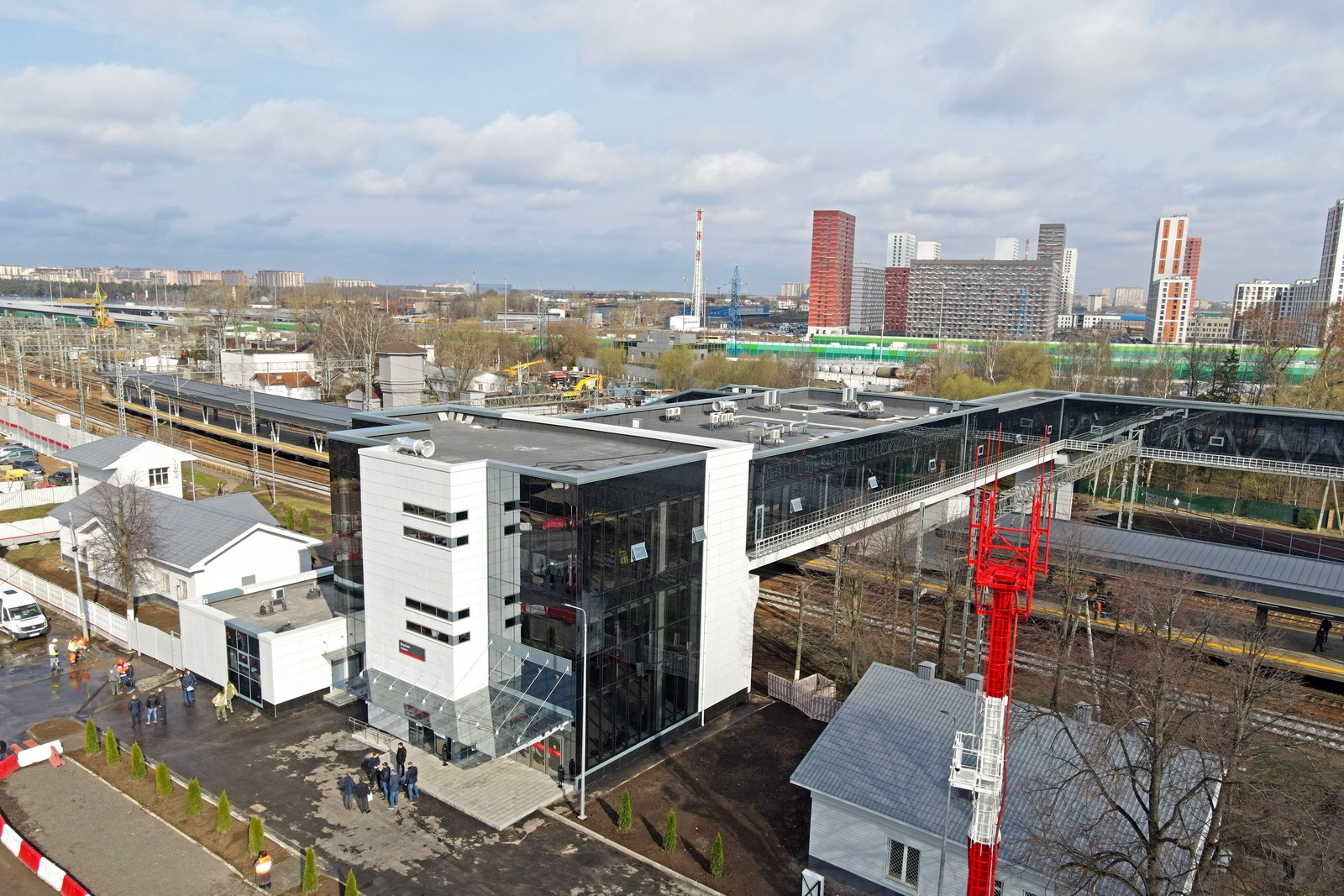
Вид на конкорс